# Dragovita
Dragovita (cyr. Драговита) – wieś w Serbii, w okręgu pirockim, w gminie Dimitrovgrad. W 2011 roku liczyła 49 mieszkańców.